# Andrew Tarbell
Andrew Tarbell, né le 7 octobre 1993 à Mandeville en Louisiane, est un joueur américain de soccer. Il évolue au poste de gardien de but au Dynamo de Houston en MLS.

## Biographie
En décembre 2015, Tarbell signe un contrat Génération Adidas avec la MLS pour anticiper son passage en pro. Il est repêché en 8e position par les Earthquakes de San José lors de la MLS SuperDraft 2016.
Le 23 novembre 2022, il rejoint le Dynamo de Houston en signant un contrat de deux ans.